# Rojeni za zgodbe
Rojeni za zgodbe je strokovna monografija slovenskega pisatelja Miha Mazzinija. V knjižni izdaji je izšla leta 2012.

## Vsebina
Gre za delo o (pisateljski) ustvarjalnosti, v katerem avtor navede zgodovinski pregled dojemanja ustvarjalnosti in se posveti najnovejšim dognanjem.